# Mittelschule Pembaurstraße
Die Mittelschule Pembaurstraße ist eine Mittelschule mit technischem Schwerpunkt im Innsbrucker Stadtteil Pradl.

## Geschichte der Schule
Im Jahr 1928 von dem Architekten Theodor Prachensky entworfen, wurde die Doppelhauptschule erst 1937 aufgrund von Geldmangel fertiggestellt. Die weltliche Eröffnungsfeier mit der Namensgebung Dr. Schuschnigg-Schule war für das Frühjahr 1938 geplant. Durch den Anschluss Österreichs kam es aber nicht dazu.
Am 7. Mai 1938 wurde bei der Feier zur Namensgebung die Bezeichnung Hans Schemm Doppelhauptschule eingeführt. Während des Zweiten Weltkriegs diente das Schulgebäude als Unterkunft für Einrückende und als Kaserne und später als Unterkunft für amerikanische und Spital für französische Besatzungstruppen.
1953 erhielt die Schule den Namen Rennerschule nach dem ersten Kanzler der Republik Österreich, Karl Renner. Im Jahre 1957 bestimmten neue Schulgesetze eine Teilung von Schulen mit mehr als 16 Klassen. Im neuen Schuljahr gab es die Knabenhauptschule Pradl I und die Knabenhauptschule Pradl II mit getrennten Direktionen und Lehrkörpern im selben Gebäude.
1982 wurde durch die Führung von koedukativen Klassen eine Namensänderung notwendig: Der Mädchentrakt wurde zu den Hauptschulen I und II Gabelsbergerstraße, der Knabentrakt zu den Hauptschulen I und II Pembaurstraße.
Die schwindende Schülerzahl erforderte 1990 die Zusammenlegung der zwei getrennten Schulen in einem Haus. Neues Gedankengut sowohl im Bereich der Schulorganisation (Autonomie), als auch auf pädagogischer Ebene (Schwerpunktsetzung, Projektunterricht) wurde durch die Führung von Klassen mit technischem Schwerpunkt im Schulversuch erprobt. 1997 erhielt die Schule ein Wahrzeichen: Das Schwungrad der größten Dampfmaschine Tirols wurde vor der Schule aufgestellt.
Im Jahre 2007 beherbergte das Schulgebäude 12 Klassenzimmer mit Gruppenräumen und allen modern eingerichteten fachspezifischen Räumen.

## Profil der Schule
Die technische Mittelschule Pembaurstraße bietet ein modernes leistungsorientiertes Schulsystem mit der Vermittlung einer lebenspraktischen und berufsorientierten Ausbildung sowie Vorbereitung auf weiterführende Schulen und auf das Berufsleben.
Die technischen Fächer werden durch Erhöhung der Stundenzahl betont:
- Informatik (1.–4. Klasse)
- Maschinschreiben und Textverarbeitung (Pflichtgegenstände in der 2. + 3. Klasse)
- Physik und Chemie mit praktischen Übungen in Kleingruppen (1.–4. Klasse),
- Geometrisches Zeichnen (2.–4. Klasse)
- Technisches und Textiles Werken

Projektwochen
Drei Wochen im Jahr werden durch projektorientierten Unterricht Themen selbstständig erforscht und bearbeitet. Exkursionen und Betriebsbesuche geben Einblicke in das Berufsleben.

## Gebäude

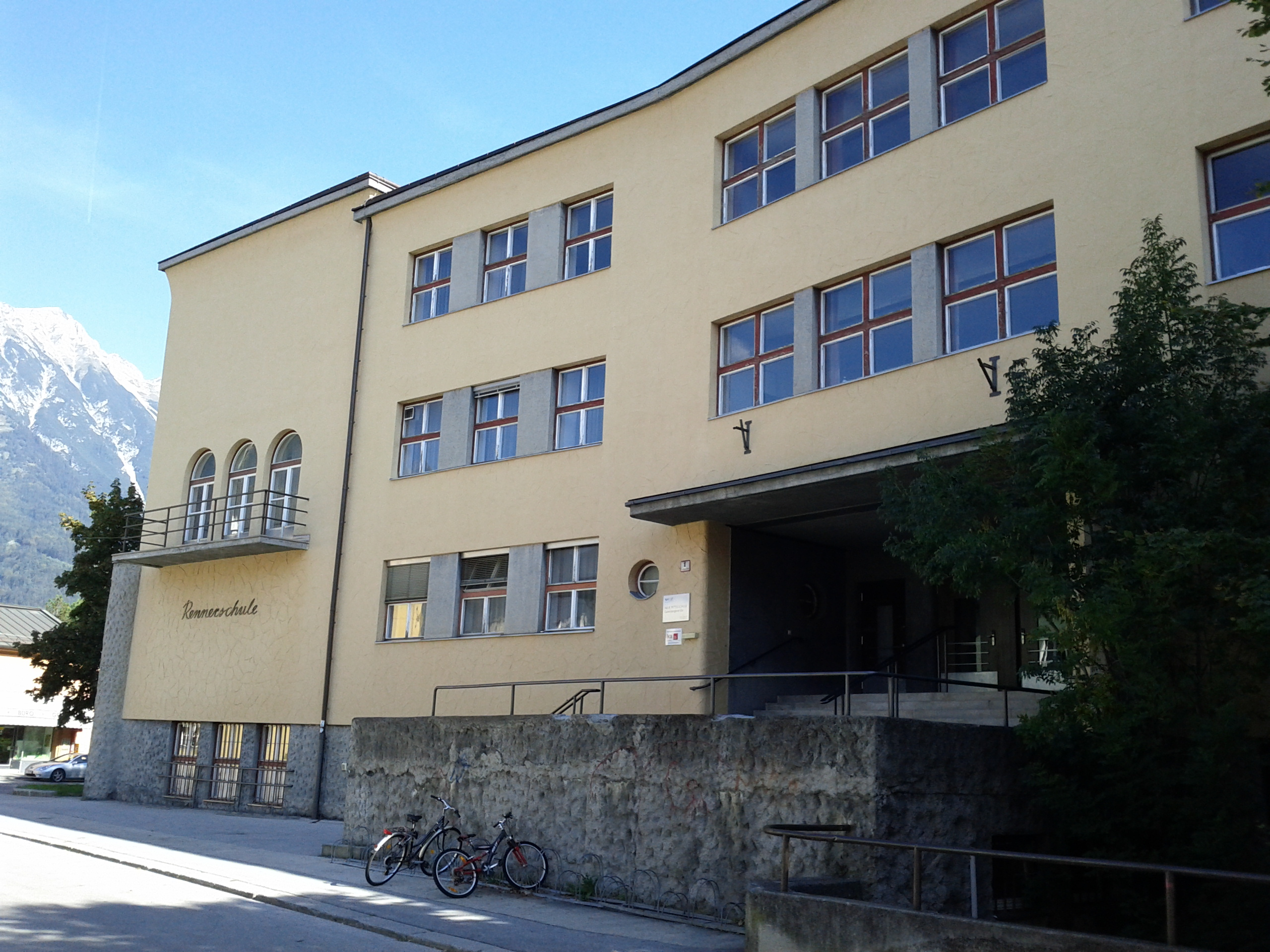
Der Westtrakt (Gabelsbergerstraße)

Der Schulkomplex besteht aus zwei langgestreckten, viergeschoßigen Gebäuden entlang der Pembaurstraße (der ehemalige Knabentrakt) und der parallel dazu verlaufenden Gabelsbergerstraße (der ehemalige Mädchentrakt). Die beiden Hauptgebäude sind in der Mitte durch die aneinanderstoßenden Turnsäle verbunden, nördlich und südlich davon befindet sich ein Hof. Der Zugang erfolgt über Freitreppen mit monumentaler Portalarchitektur. Das Gebäude steht unter Denkmalschutz.